# Fenomeni paranormali incontrollabili
Fenomeni paranormali incontrollabili (Firestarter) è un film del 1984 diretto da Mark L. Lester, tratto dal romanzo del 1980 L'incendiaria di Stephen King. Il film è stato girato presso Wilmington, Chimney Rock e Lake Lure, nella Carolina del Nord.
Nel 2002 è stata fatta una miniserie sequel del film, L'incendiaria, diretta da Robert Iscove.
Nel 2022 è stato prodotto un remake intitolato Firestarter e diretto da Keith Thomas Brown.

## Trama
Andrew "Andy" McGee da giovane partecipa a un esperimento in cui gli viene iniettata una formula chimica che gli sviluppa poteri paranormali. In laboratorio conosce la ragazza che poi diverrà sua moglie, Victoria "Vicky" Tomlinson. Dalla loro unione nascerà Charlie che a otto anni svilupperà poteri paranormali molto più potenti, come la pirocinesi, la facoltà di appiccare il fuoco con la mente a oggetti e umani. Tuttavia i servizi segreti americani, quando padre e figlia fuggono dal laboratorio, cercano di catturarli per continuare a studiare a scopo bellico i poteri della piccola Charlie. Dopo avere ucciso la madre Victoria, tentano di rapirla ma padre e figlia riescono, in un primo momento, a mettersi in salvo utilizzando i loro poteri paranormali: quando si trova circondata da una decina di agenti Charlie utilizza la pirocinesi per uccidere gli agenti che vanno in autocombustione assieme alla loro auto. Charlie, molto spaventata, decide di non usare più i suoi poteri per fare del male a qualcuno. Quando padre e figlia vengono catturati sono tenuti separati nei laboratori militari per essere studiati. Al padre, Andy, vengono somministrate forti dosi di medicinali per ridurre i suoi poteri paranormali, mentre Charlie, piano piano, inizia a fidarsi di uno dei militari che le ha promesso di farle incontrare il padre. Andy, a un certo punto, smette di assumere i farmaci e, recuperati i suoi poteri, li usa per tentare la fuga dai laboratori con la figlia, servendosi del Capitano Hollister, piegato alla sua volontà grazie alla forza mentale.

## Produzione
Inizialmente la pellicola doveva essere diretta da John Carpenter, dopo che il regista avesse terminato di girare La cosa. Carpenter aveva ingaggiato Bill Lancaster per adattare il romanzo di Stephen King, che ne approvò la sceneggiatura. Tuttavia in seguito Carpenter ingaggiò Bill Phillips per scrivere un'altra versione che prevedeva Richard Dreyfuss nel ruolo di Andy, ma quando La cosa ottenne scarsissimi riscontri commerciali, la Universal sostituì Carpenter con Mark L. Lester.
Il padre di Lancaster, Burt Lancaster, stava originariamente per ottenere il ruolo del Capitano Hollister, ma dovette ritirarsi per sottoporsi ad un'operazione al cuore e fu sostituito da Martin Sheen.

## Colonna sonora
La colonna sonora è stata composta ed eseguita da Tangerine Dream.